# 三脉蒲儿根
三脉蒲儿根（学名：Sinosenecio trinervius）为菊科蒲儿根属的植物，是中国的特有植物。分布在中国大陆的贵州等地，目前尚未由人工引种栽培。